# Brigitte Bako
Brigitte Bako (Montreal, 15 mei 1967) is een Canadees/Amerikaans actrice, filmproducente en scenarioschrijfster.

## Biografie
Bako is een dochter van Joodse ouders, haar moeder is een overlevende van de Holocaust.

## Filmografie

### Films
Uitgezonderd korte films.
- 2002 Saint Monica – als Icelia
- 2002 Red Shoe Diaries 15: Forbidden Zone – als Alex Winters
- 2002 Wrong Number – als Dana Demotte
- 2002 Sweet Revenge – als Macy
- 2001 Red Shoe Diaries 17: Swimming Naked – als Alex Winters
- 2000 Red Shoe Diaries 12: Girl on a Bike – als Alex Winters
- 2000 Red Shoe Diaries 18: The Game – als Alex Winters
- 2000 Primary Suspect – als Nikki
- 1998 The Week That Girl Died – als Jessie
- 1998 The Escape – als Sarah
- 1998 Paranoia – als Jana Mercer
- 1998 Double Take – als Nikki Capelli
- 1997 Dinner and Driving – als Grace
- 1995 Strange Days – als Iris
- 1995 Irving – als nachtclub vampier
- 1994 Dark Tide – als Andi
- 1994 Replikator – als Kathy Moskow
- 1993 I Love a Man in Uniform – als Charlie Warner
- 1992 Red Shoe Diaries – als Alex
- 1991 Sazan aizu – als Pai / Sanjiyan (stemmen)
- 1991 One Good Cop – als mrs. Garrett
- 1989 New York Stories – als jongedame

### Televisieseries
Uitgezonderd eenmalige gastrollen.
- 2005 – 2009 G-Spot – als Gigi – 24 afl.
- 1998 – 2000 Godzilla: The Series – als Monique Dupre (stem) – 38 afl.
- 1996 Gargoyles: The Goliath Chronicles – als Angela (stem) – 10 afl.
- 1995 – 1996 Gargoyles – als Angela (stem) – 38 afl.

### Filmproducente
- 2005 – 2009 G-Spot – televisieserie – 22 afl.

### Scenarioschrijfster
- 2010 David and Goliath – korte film
- 2005 G-Spot – televisieserie – 1 afl.

- Biblioteca Nacional de España: XX1348711
- Bibliothèque nationale de France: cb14152275v (data)
- International Standard Name Identifier: 0000 0000 0146 9004
- SNAC: w6088tz3
- Virtual International Authority File: 76523704